# Mechanik (szybowiec)
Mechanik – polski szybowiec amatorski zbudowany w dwudziestoleciu międzywojennym, wziął udział w II Wszechpolskim Konkursie Szybowcowym.

## Historia
W 1925 roku Józef Waraczewski zaprojektował szybowiec, który otrzymał nazwę „Mechanik". Budowa została zrealizowana przez Sekcję Mechaników Związku Lotników Polskich w Poznaniu. Konstrukcja została zgłoszona do udziału w II Wszechpolskim Konkursie Szybowcowym na Oksywiu koło Gdyni w maju – czerwcu 1925 roku.
W połowie maja szybowiec dotarł na miejsce zawodów, otrzymał numer konkursowy 16. Jego pilotem by H. Gorzke. W trakcie konkursu szybowiec wykonał dwa loty, oba zakończone kraksami. Podczas pierwszego zniszczony został ster wysokości, ale pilot zdołał wylądować bez dodatkowych uszkodzeń. Szybowiec w ciągu 16 sekund przeleciał 104 metry. Szybowiec udało się wyremontować, ale w następnym locie został rozbity.

## Konstrukcja
Jednomiejscowy szybowiec konstrukcji drewnianej, w układzie zastrzałowego górnopłatu. Kadłub kratownicowy o przekroju trójkątnym, usztywniony stalowymi drutami. Kabina pilota umieszczona z przodu kadłuba, osłonięta sześciokątną obudową krytą płótnem. Płat o obrysie prostokątnym, dwudźwigarowy usztywniony zastrzałami. Usterzenie klasyczne, krzyżowe. Płat i usterzenie pokryte płótnem. Podwozie złożone z jednej podkadłubowej płozy amortyzowanej sprężynami.